# 三俣 (掛川市)
三俣（みつまた）は、静岡県掛川市の大字である。2011年12月末の人口は1,133人。郵便番号437-1416。本項では1889年（明治22年）の町村制施行時に同区域に存在した三俣村（みつまたむら）についても記す。

## 地理
掛川市南部に位置する。菊川下流右岸域にあり、遠州灘に面する飛地を有する。掛川市役所大東支所が所在し、旧大東町の拠点となっている。東で国包・菊浜、西で浜野、南で浜川新田、北・西で大坂と隣接する。飛地は浜野と浜川新田の間にある。静岡県道372号大東相良線が横断する。また飛地を国道150号が横断する。

### 河川
- 菊川

## 歴史

### 沿革
- 「旧高旧領取調帳」[5]の記載によると、明治初年時点で横須賀藩領であった。
- 1868年（慶応4年）
  - 5月24日 - 徳川宗家が駿河府中藩に転封。それにともない遠江国内で領地替えが行われる。
  - 9月5日 - 横須賀藩が安房花房藩に転封。府中藩の管轄となる。
- 1869年（明治2年）8月7日 - 府中藩が静岡藩に改称。
- 1871年（明治4年）
  - 7月14日 - 廃藩置県により静岡県の管轄となる。
  - 11月15日 - 第1次府県統合により浜松県の管轄となる。
- 1876年（明治9年）8月21日 - 第2次府県統合により静岡県の管轄となる。
- 1889年（明治22年）4月1日 - 町村制施行により近世以来の三俣村が大坂村［一部］を合併のうえ単独で自治体を形成し、城東郡三俣村が発足。
- 1896年（明治29年）4月1日 - 郡制の施行により所属郡が小笠郡に変更。
- 1942年（昭和17年）6月1日 - 三浜村・三俣村が合併して睦浜村が発足。同日三俣村廃止。大字三俣となる。
- 1955年（昭和30年）4月19日 - 睦浜村が大坂村と合併し、改めて大坂村が発足。
- 1956年（昭和31年）8月1日 - 大坂村が千浜村が合併して大浜町が発足。
- 1973年（昭和48年）4月1日 - 大浜町が城東村が合併して大東町が発足。
- 2005年（平成17年）4月1日 - 大東町が掛川市・大須賀町と合併し、改めて掛川市が発足。

## 世帯数と人口
2018年（平成30年）11月30日現在の世帯数と人口は以下の通りである。
| 大字 | 世帯数  | 人口    |
| ---- | ------- | ------- |
| 三俣 | 425世帯 | 1,173人 |

## 小・中学校の学区
市立小・中学校に通う場合、学区は以下の通りとなる。
| 番・番地等 | 小学校             | 中学校             |
| ---------- | ------------------ | ------------------ |
| 全域       | 掛川市立大坂小学校 | 掛川市立大浜中学校 |

## 交通

### 鉄道路線
- 静岡鉄道
  - 駿遠線（1967年廃止）
    - 新三俣駅

### バス
- しずてつジャストライン浜岡営業所
  - 掛川大東浜岡線
    - 掛川駅 - 市立病院 - 井崎 - 東京女子医大入口 - 大東支所 - 千浜 - 浜岡営業所
    - 掛川駅 - 市立病院 - 井崎 - 中 - 大東支所
    - 掛川駅 - 市立病院 - 入山瀬 - 大東支所
- 秋葉バスサービス
  - 秋葉中遠線
    - 大東支所－横須賀車庫－浅羽支所－袋井駅前－可睡－山梨－遠州森町

### 道路
- 国道150号（飛地のみ）
- 静岡県道372号大東相良線

## 施設
- 掛川市役所大東支所
- 掛川市大東体育館
- 掛川市立睦浜幼稚園（浜野との境界線上に建つ）
- JA遠州夢咲営農経済センター
- 興国インテック大浜工場
- ミクロン電気静岡工場
- 三浜区屋台小屋
- 鹿島神社

## その他

### 日本郵便
- 郵便番号 : 437-1416[2]（集配局：遠江大東郵便局[7]）。

### 警察
町内の警察の管轄区域は以下の通りである。
| 番・番地等 | 警察署     | 交番・駐在所 |
| ---------- | ---------- | ------------ |
| 全域       | 掛川警察署 | 大東交番     |